# Újszász-jászboldogházi gyepek
Újszász-jászboldogházi gyepek este o arie protejată (arie specială de conservare — SAC, sit de importanță comunitară — SCI) din Ungaria întinsă pe o suprafață de 1.963,84 ha, integral pe uscat.

## Localizare
Centrul sitului Újszász-jászboldogházi gyepek este situat la coordonatele 47°19′39″N 20°00′32″E / 47.3275°N 20.008889°E.

## Înființare
Situl Újszász-jászboldogházi gyepek a fost declarat sit de importanță comunitară în mai 2004 pentru a proteja 1 specie de plante și 10 specii de animale. Situl a fost protejat și ca arie specială de conservare în februarie 2010.

## Biodiversitate
Situată în ecoregiunea panonică, aria protejată conține 3 habitate naturale: Stepe și mlaștini sărate panonice, Pajiști stepice panonice pe loess, Pajiști aluvionare inundabile, de Cnidion dubii.
La baza desemnării sitului se află mai multe specii protejate:
- plante (1): Cirsium brachycephalum
- amfibieni (2): buhai de baltă cu burta roșie (Bombina bombina), triton cu creastă dobrogean (Triturus dobrogicus)
- mamifere (2): dihor de stepă (Mustela eversmanii), popândău (Spermophilus citellus)
- nevertebrate (3): Cucujus cinnaberinus, Gortyna borelii lunata, fluturele purpuriu (Lycaena dispar)
- pești (3): zvârluga (Cobitis taenia), țipar (Misgurnus fossilis), boarță (Rhodeus sericeus amarus)